# آسترا ۴‌ای
آسترا ۴ای (به انگلیسی: Astra 4A) یکی از ماهواره‌های ارتباطی مجموعه ماهواره‌های Astra است که توسط SES در شکاف مداری Astra 5 ° E یا سایروس سابق که پخش تلویزیونی و رادیویی دیجیتال را ممکن می‌کند، داده‌ها و خدمات تعاملی به کشورهای نوردیک، اروپای شرقی و صحرای آفریقا است که در ۱۱٫۷۰ گیگاهرتز قرار دارد.

## شبکه‌ها
این ماهواره محل تجمع خدمات اوکراینی می‌باشد و بیش از ۳۰۰ کانال به زبان روسی و اوکراینی بر روی این ماهواره قرار دارد که نیمی از این کانال‌ها به صورت اشتراکی (پولی) است.